# Kana (grupo de reggae)
Kana es una banda francesa de reggae que se formó en 1997 al sur de la Isla Mauricio.

## Biografía
El grupo se formó en 1997, al sur de la Isla Mauricio. Su vocalista Philippe "Zip" Ripoll junto con algunos integrantes franceses y otros latinos integraron esta banda, conocida en ese entonces como Kana. Su primer single fue "La Nature", éxito que les permitió ser llamados por el estudio de grabación Capricornio.

## Kana (2000)
En 2000, lanzan su primer disco en marzo de 2000, llamado Kana Album (2000) donde destacan éxitos como "Visite Guidée", "Welcome" y "Spliff Ball Speed". Dos años después, en el año 2002, lanzan un segundo single llamado "Plantation" donde lograron superar las 350.000 copias vendidas. No obstante, tuvieron algunos reclamos por parte de George "Rey" Mwanangele que afirmaba los derechos de esta canción, sin embargo, perdió el primer juicio y fue condenado a pagar 150.000 euros en daños y perjuicios.

## Entre Frères (2003)
Al año siguiente, en marzo de 2003, lanzan su segundo disco llamado Entre Frerès (2003), saltando a la fama de forma definitiva con éxitos como "Pas de problèmes", " Entre frères", "Original", canción cantada totalmente en español, y una de sus canciones más conocidas "L'escargot". Este es quizás uno de los discos más exitosos de Kana, que lo lleva a ser reconocido no sólo en Europa, si no por todo el mundo.

## Receso y regreso con Les Fous, Les Savants & Les Sages (2008)
Luego de un gran receso de cinco años, el reggae francés vuelve a las pistas, en marzo de 2008, por medio de su tercer disco Les Fous, Les Savants & Les Sages (2008), resaltando éxitos como "Sous le vieil arbre du village", "Colores de la vida", "Samouraï" y "Terrorisés". Este disco se caracteriza por incluir varias canciones en español, lo que da indicio de la presencia de integrantes latinos en la banda. Al final del primer trimestre de 2009 las ventas de este álbum han superado los 10 000 ejemplares. Dada la tendencia del mercado de la música y después de una larga ausencia, el número de ventas confirman que el grupo ha dejado su huella.

## Internacional (2010)
Acaban de lanzar su cuarto disco Internacional (Álbum) (2010), en septiembre de 2010. Podemos ver que el grupo sigue con su estilo fresco de reggae e imponiendo los temas de la actualidad como en "La Tendresse", "Sans Les Moyens" y otros. Por medio de su página principal, se informa que están trabajando en nuevos proyectos, para así satisfacer a sus fanes.

## Características
Un patrón recurrente en Kana, es esta capacidad de crear títulos lo suficientemente fuerte, en consonancia con la noticia. El primer álbum "Kana" (2000) se refirió a los problemas ambientales con los títulos "Nucléaire" y la muy buena "La Nature". Este tema es más relevante que nunca, nueve años después del lanzamiento del álbum. Los últimos trabajos confirma que el grupo está bien anclado en las noticias. De hecho las canciones "Vent de panique", "Méthadone" y "Terrorisés" evocan notablemente las tendencias de la sociedad para convertirse en un control del ritmo. Sin embargo, "Un jour nouveau" es un mensaje de esperanza, y delicada. Estos últimos temas corresponden al álbum lanzando en 2008 "Les Fous, Les Savants & Les Sages".

## Integrantes
- Zip: Vocalista, guitarra rítmica
- Arthur: Guitarra
- Mathias: Trompeta, coros
- Brice: Bajo
- Alejandro: Batería, percusión
- Victor: Teclado, melódica
- Skalpa: Saxo tenor, coro

## Discografía
2000: Kana Album (13 canciones)
2003: Entre Frerès (13 canciones)
2008: Les Fous, Les Savants & Les Sages (14 canciones)
2010: Internacional (Álbum) (14 canciones)